# Hymenophyllum caudiculatum
Espèce
Hymenophyllum caudiculatum est une espèce de fougères de la famille des Hyménophyllacées.

## Description
Cette espèce a les caractéristiques suivantes :
- son rhizome est long et filiforme, glabre ;
- les frondes, de quinze à vingt-cinq centimètres de long, comportent un limbe divisé deux à trois fois, lancéolé et de cinq à quinze centimètres de large ;
- le limbe est glabre ;
- Les sores, solitaires, sont portés par l'extrémité d'un segment axillaire, dans la partie médiane ou terminale du limbe ;
- l'indusie a deux lèvres englobant complètement les sporanges pour former une sorte de boule (caractéristique du sous-genre).

## Position taxinomique
Hymenophyllum caudiculatum appartient au sous-genre Globosa.
Cette espèce est décrite par Karl Friedrich Philipp von Martius en 1834 à partir d'un exemplaire récolté au Brésil sur les rives du Japurá (affluent de l'Amazone). Quelques années plus tard, dans Flora Brasiliensis (en référence), il en site deux synonymes : Hymenophyllum dilatatum Spreng. - homonyme de Hymenophyllum dilatatum (Forst.) Sw. - et Hymenophyllum schottii Pohl.
En 1843, Karel Bořivoj Presl place cette espèce dans le genre Sphaerocionium, section Glabra : Sphaerocionium caudiculatum (Mart.) C.Presl. Il décrit aussi une autre espèce - Sphaerocionium productum - qui sera identifiée comme une simple variété par Carl Frederik Albert Christensen.
En 1875, Karl Anton Eugen Prantl la place dans la section Globosa du genre Hymenophyllum.
En 1938, Edwin Bingham Copeland la transfère dans le genre Mecodium : Mecodium caudiculatum (Mart.) Copel..
En 1968, Conrad Vernon Morton la replace dans le genre Hymenophyllum, sous-genre Mecodium, section Mecodium, sous-section Mecodium.
En 2006, Atsushi Ebihara, Jean-Yves Dubuisson, Kunio Iwatsuki, Sabine Hennequin et Motomi Ito prennent Hymenophyllum caudiculatum comme espèce représentative du genre Hymenophyllum, sous-genre Globosa.
Elle compte donc les synonymes suivants :
- Mecodium caudiculatum (Mart.) Copel.
- Hymenophyllum schottii Pohl
- Sphaerocionium caudiculatum (Mart.) C.Presl

Deux variétés sont répertoriées, avec elles aussi de nombreux synonymes :
- Hymenophyllum caudiculatum var. caudatum (Bosch) Hook. & Baker (1866) - Synonyme : Hymenophyllum caudatum Bosch
- Hymenophyllum caudiculatum var. productum (C.Presl) C.Chr. (1916) - Synonymes : Hymenophyllum patagonicum Gand., Hymenophyllum productum (C.Presl) J.W.Sturm[7], Mecodium caudiculatum f. productum (C.Presl) G.Kunkel, Sphaerocionium productum C.Presl

## Distribution et habitat
Cette espèce est présente dans toute la zone tropicale d'Amérique du Sud et principalement du Brésil et du Chili.
Cette espèce est plutôt terrestre, souvent à la base des troncs d'arbre.

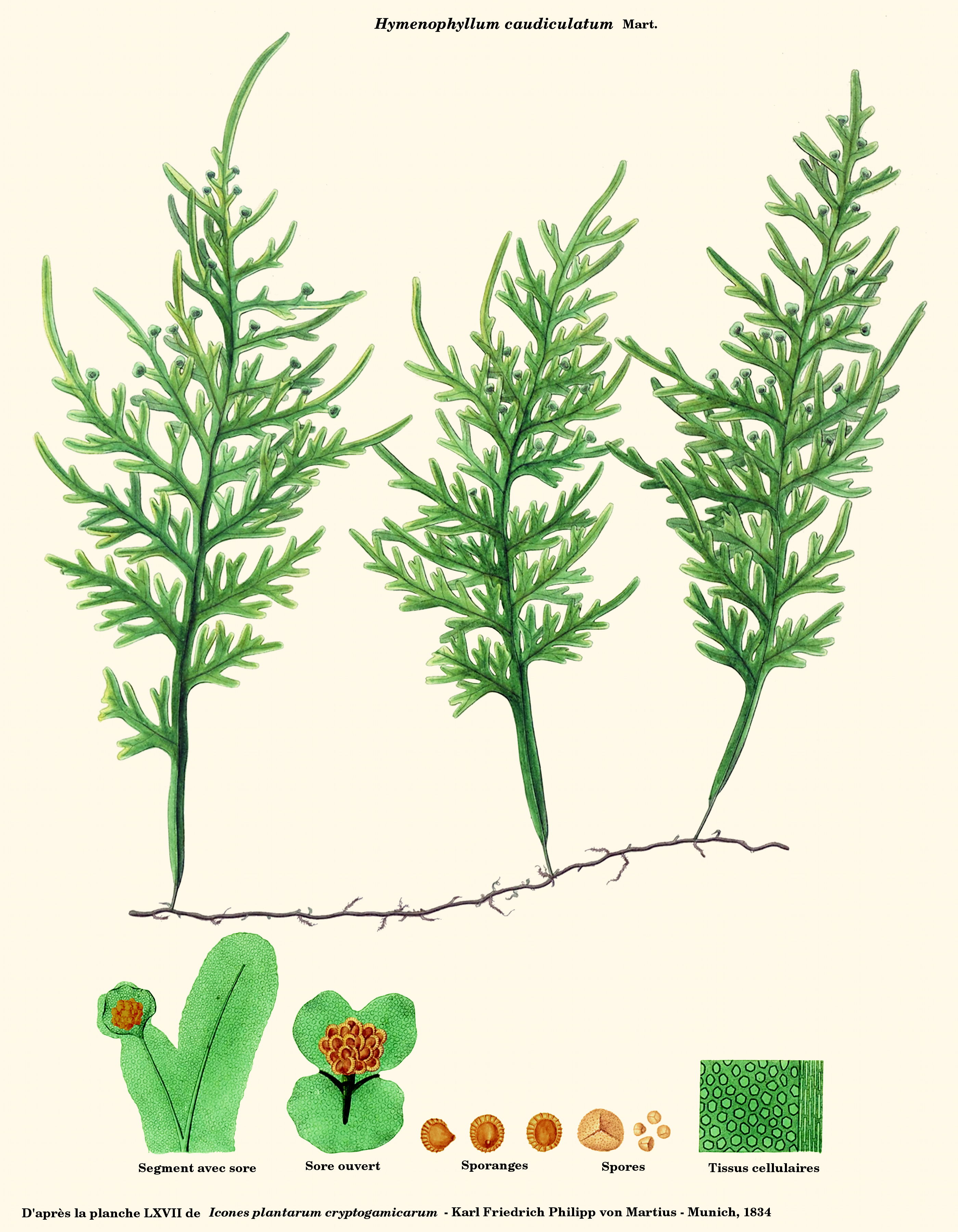
Planche de Karl Friedrich Philipp von Martius
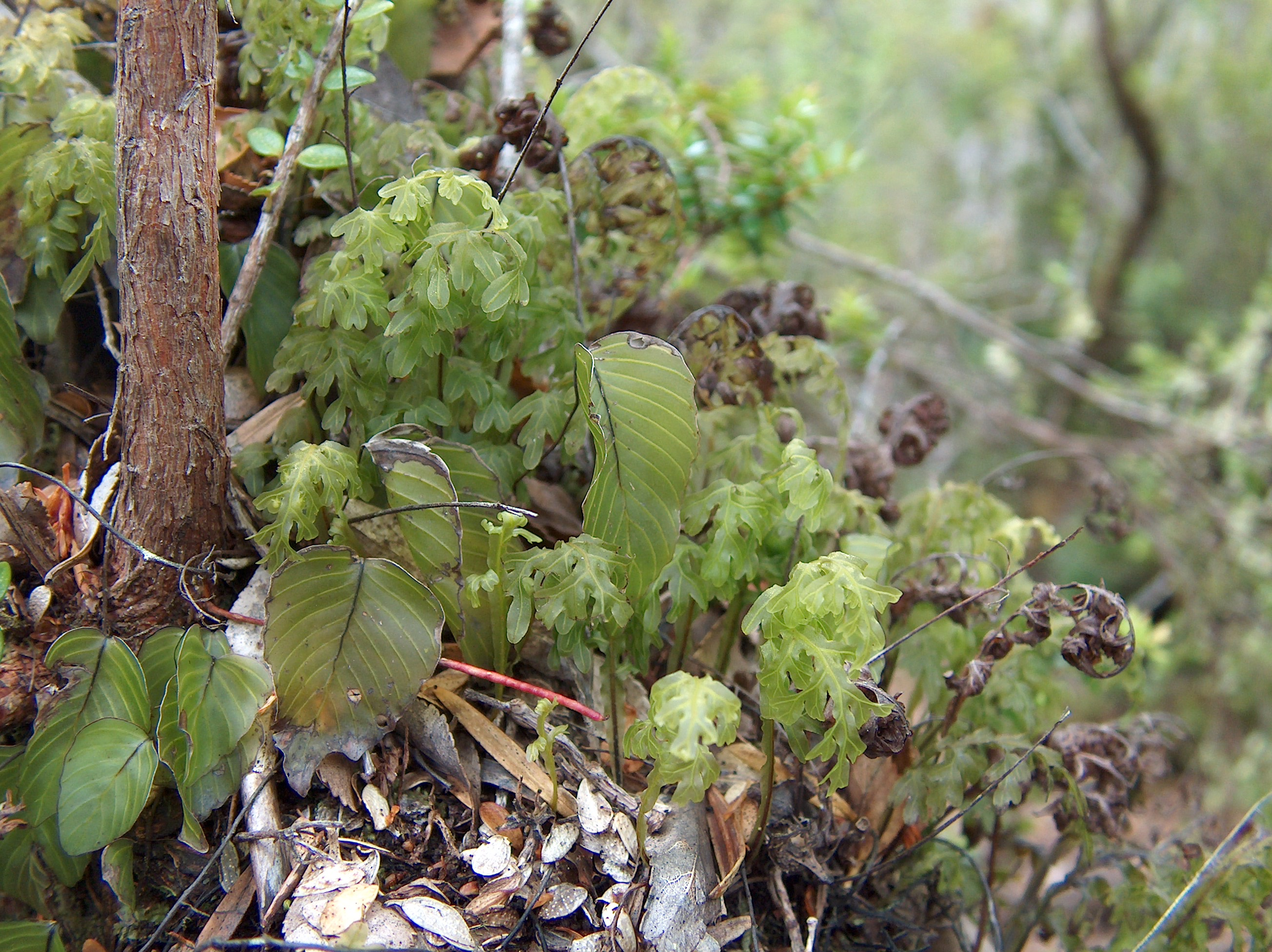
Hymnophyllum caudiculatum en compagnie de Hymenophyllum cruentum